# People Give In
"People Give In" é uma canção da banda britânica de rock Manic Street Preachers, lançada em julho de 2018 como o sexto e último single do álbum Resistance Is Futile (2018). Escrita pelo baixista Nicky Wire com arranjos do vocalista James Dean Bradfield e do baterista Sean Moore, foi lançada juntamente com um videoclipe na VEVO, com cenas de apresentações da turnê do mesmo disco.
A letra da música foi definida por Wire como alguns dos versos mais diretos em toda a sua carreira. "Eu não diria exatamente que é um grito de guerra, é mais sobre a ideia de que pelo menos 80% da vida é simplesmente comum, então por que todos nós simplesmente não abaixamos nossas expectativas e tentamos chegar ao outro lado da forma mais indolor possível? Estamos todos o tempo todo à procura de panaceias universais - se esperássemos um pouco menos, provavelmente seríamos mais felizes. O coro é "não há teoria de tudo / nenhuma concepção imaculada, nenhum crime a ser perdoado". Se você não pode fazer nada de bom, não faça mal - esse é o meu lema!".
A recepção da crítica foi variada. The Quietus abordou a música de forma positiva, dizendo que é uma "declaração aceitável de intenções", enquanto a NME afirmou que "People Give In" é uma canção em que os Manics "choram pela vida cansativa humana, [em direção ao] velho, esquecido e vendido. Mas ao invés de desmoronar sob o peso da tristeza [em versos] como 'não há teoria de tudo', a banda gloriosamente se ergue das cinzas - impulsionada por sua vontade endurecida apenas para existir e crescer mais forte".

## Faixa
| Download digital |                  |                                               |         |  |
| N.º              | Título           | Compositor(es)                                | Duração |  |
| 1.               | "People Give In" | James Dean Bradfield, Nicky Wire e Sean Moore | 3:54    |  |

## Ficha técnica
- James Dean Bradfield - vocais, guitarras
- Sean Moore - bateria, percussão
- Nicky Wire - baixo